# 739
739 (DCCXXXIX) fue un año común comenzado en jueves del calendario juliano, en vigor en aquella fecha.

## Acontecimientos
- Alfonso I, es proclamado rey de Asturias.

## Fallecimientos
- Favila, segundo rey de Asturias, hijo de Pelayo.